# Południowo-Rosyjski Państwowy Uniwersytet Techniczny im. M.I. Płatowa
Południowo-Rosyjski Państwowy Uniwersytet Techniczny im. M.I. Płatowa (ros. Южно-Российский государственный политехнический университет (НПИ) имени М.И.  Платова) – najstarsza uczelnia na południu Rosji mająca siedzibę w Nowoczerkasku w obwodzie rostowskim.
Uczelnia została utworzona 18 października 1907 roku jako Doński Instytut Politechniczny, gdyż dynamicznie rozwijający się na początku XX wieku przemysł na południu Rosji (przede wszystkim górnictwo i przemysł ciężki) potrzebował wykwalifikowanych kadr. Połowa wszystkich pieniędzy wydanych na otwarcie uczelni została zebrana przez Kozaków z Wojska Dońskiego. Wykładowców zapewnił m.in. Warszawski Instytut Politechniczny. z którego część pracowników przeniesiono z Warszawy do Nowoczerkaska. Kompleks budynków instytutu (oddany do użytku w 1911 roku) zaprojektował polski architekt Bronisław Wawrzyniec Rogoyski.
Uczelnia zmieniała później wielokrotnie nazwę, a od 1993 roku funkcjonuje jako Południowo-Rosyjski Państwowy Techniczny Uniwersytet im. M. I. Płatowa. Matwiej Płatow był generałem, atamanem dońskich wojsk kozackich i jednym z założycieli miasta Nowoczerask.
Na początku XXI wieku na 21 wydziałach i w 4 instytutach studiowało ponad 32 000 osób.